# Carmine Crocco

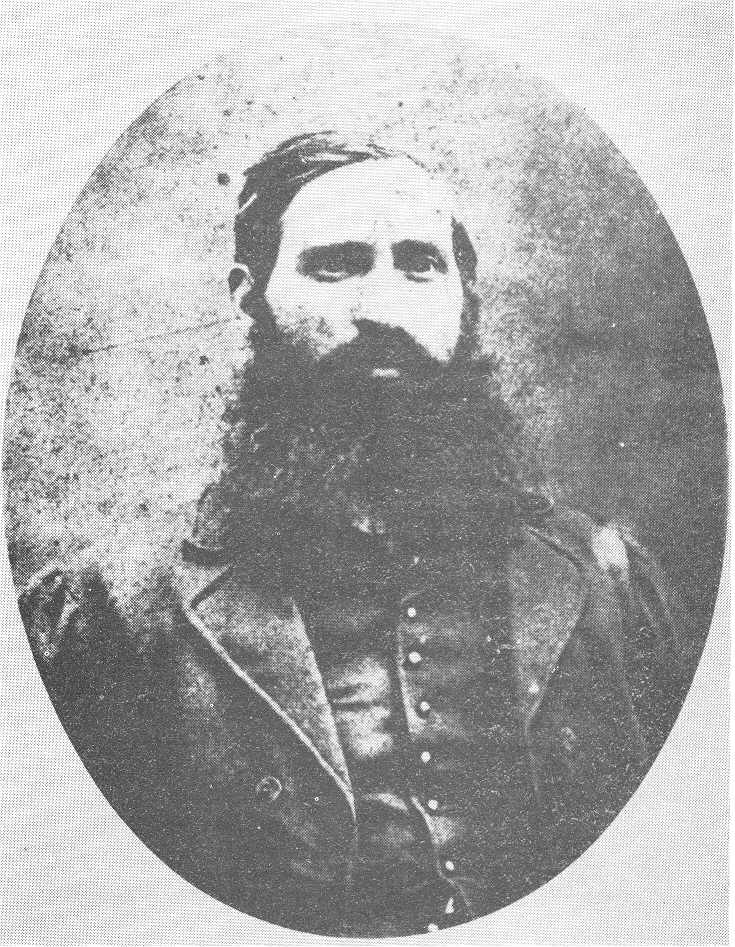
Carmine Crocco

Carmine Crocco, genannt Donatelli (* 5. Juni 1830 in Rionero in Vulture; † 18. Juni 1905 in Portoferraio), war ein italienischer Brigant und Anführer einer bewaffneten Bande in der Basilicata, die durch ihren Kampf gegen die Repräsentanten der monarchistischen staatlichen Ordnung bekannt wurde. Noch heute bewegt sich die Interpretation Croccos zwischen Ablehnung als Bandit und Mörder einerseits und Bewunderung als regionaler Volksheld andererseits.

## Biografie

### Jugend

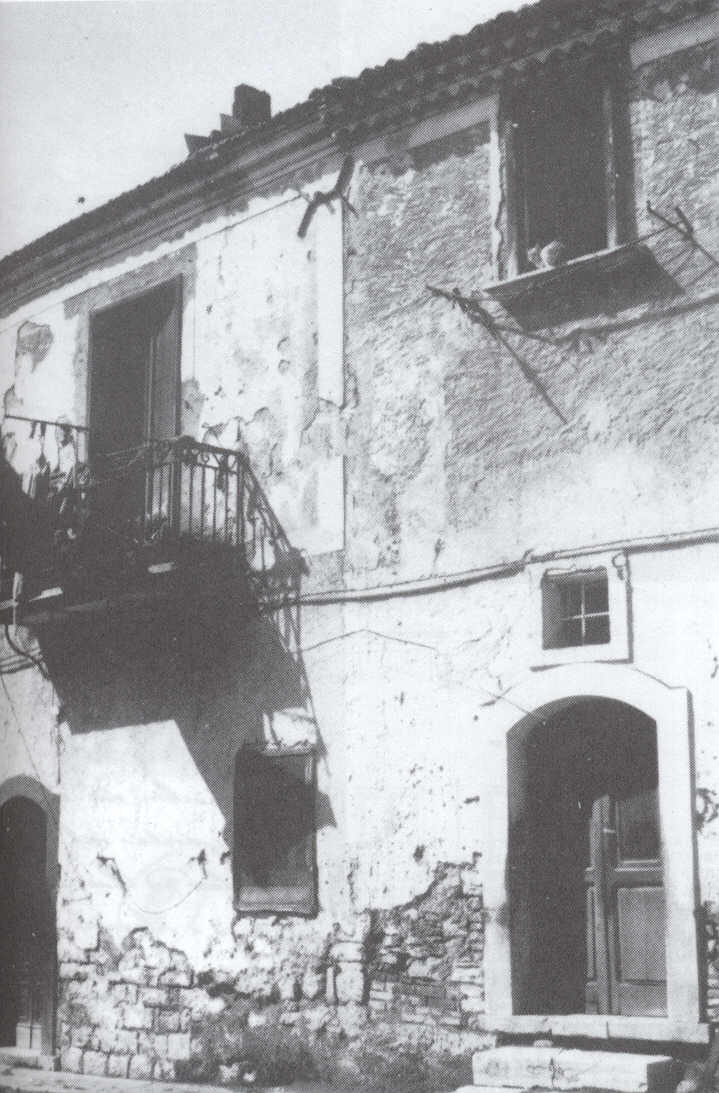
Geburtshaus Croccos

Carmine Crocco wurde 1830 in Rionero in Vulture geboren, einem Ort, der bei seiner Geburt etwa 10.000 Einwohner hatte. Sein Vater, Francesco Crocco, war Hirte der reichen adligen Familie Santangelo, während die Mutter Maria Gera di Santo Mauro Kleinbäuerin in Rionero war. Mit drei Brüdern und einer Schwester erlebte er eine ärmliche, von der Not geprägte Kindheit.
Eines Morgens im April 1836 kam ein Jagdhund auf den Hof und biss ein Kaninchen tot, das er mitnahm. Darauf tötete sein Bruder Donato den Hund. Unglücklicherweise gehörte der Hund einem Adligen namens Don Vincenzo, der, als er den toten Hund nahe dem Hof fand, Donato schlug. Dessen Mutter, im fünften Monat schwanger, ging dazwischen und wurde durch einen Fußtritt so getroffen, dass sie abtreiben musste und drei Jahre im Bett lag. Wenige Tage danach ging der Adlige zum Richter und klagte den Vater Donatos, Francesco, an, er habe ihn erschießen wollen.
In der Folge wurde Carmine Croccos Vater von der Polizei ohne Beweise und vermutlich unschuldig in Potenza ins Gefängnis geworfen. Durch den Verlust des Vaters und die Verletzung der Mutter musste die Familie allen kärglichen Besitz verkaufen und die Kinder in andere Familien geben.
Carmine und Donato gingen als Hirten nach Apulien und konnten nur sporadisch ihre Heimat besuchen. Ihre Mutter verlor den Verstand und erkannte sie nicht mehr. 1845 rettete Carmine einen lokalen Adligen, Don Giovanni Aquilecchia aus Atella, aus dem Fluss Ofanto vor dem Ertrinken. Hierfür erhielt er von Aquilecchia 50 Dukaten, eine große Summe zu dieser Zeit. Crocco kaufte damit seinen Vater frei und konnte nach fünf Jahren nach Rionero zurückkehren.
Da sein Vater alt und krank war, übernahm er die Rolle des Ernährers und arbeitete auf einem Gutshof. Dort lernte er 1847 Don Ferdinando, den Sohn des Don Vincenzo, der seine Mutter getreten hatte, kennen. Anders als sein Vater bot dieser wegen des Unrechts Carmine den Posten des Verwalters eines seiner Höfe an. Crocco bat stattdessen um die Vermietung von drei Hügeln, mit denen er hoffte, 200 Scudi zu verdienen, um sich vom Militär freizukaufen.
Don Ferdinando akzeptierte. Trotzdem wurde Crocco 1848 von Schweizer Soldaten bei Neapel zum Dienst im Heer von Ferdinand II. gepresst. Er diente im ersten Regiment der Artillerie zuerst in Palermo, dann in Gaeta.

### Der erste Mord
1851 erhielt Croccos Schwester Rosina, die nunmehr „Mutter der Familie“ geworden war und viel dafür arbeiten musste, ständig Briefe von Don Peppino, der sie umwarb. Sie, nicht an ihm interessiert, beantwortete die Briefe nicht, worauf Peppino verbittert anfing, sie zu verleumden.
Carmine, gerade zum Korporal befördert, beschloss, ihn zu bestrafen, und erschlug ihn in der Nähe seines Hauses. Anschließend floh er in den Wald von Forenza, wo er andere Gesetzesflüchtlinge traf, wie etwa Ninco Nanco und Vincenzo Mastronardi. Sie bildeten eine bewaffnete Bande, die von Raub lebte. 1855 wurde er im Hause seiner Schwester gefangen genommen und zu 19 Jahren Gefängnis verurteilt. Am 13. Dezember 1859 konnte er jedoch fliehen und sich im Wald von Monticchio verstecken.
Dort erfuhr er durch Don Pasquale Corona von dem Pardon, den Giuseppe Garibaldi den Soldaten versprach, die ihn gegen die Bourbonen unterstützen. Crocco und seine Kameraden schlossen sich an, wurden aber trotz Tapferkeit in der Schlacht weder mit einem Orden ausgezeichnet noch begnadigt, sondern anschließend verhaftet. Er floh erneut.
Durch das gebrochene Versprechen von Garibaldi enttäuscht, wurde er Anhänger und Oberst von Franz II. 1861 befehligte er ca. 1.000 vom neuen Italien enttäuschte Männer und eroberte Vulture binnen zehn Tagen mit der Burg von Lagopesole und die Basilicata.
In Venosa, das sie plünderten, bildeten sie eine provisorische Junta und zogen weiter nach Lavello und Melfi, die sie jubelnd empfingen.
Mit der Ankunft piemontesischer Verstärkungen aus Potenza, Bari und Foggia mussten sie sich aber nach Carbonara di Nola, Calitri und Sant’Andrea di Conza zurückziehen. Am 22. Oktober 1861 kam auf Befehl von Franz II. der spanische General Josè Borjes aus Rom, der ihn im Wald von Lagopesole traf.
Borjes – im Vertrauen auf die Fähigkeiten des Briganten – wollte ihn bei einem Aufstand gegen Piemont nutzen und dessen Bande zu regulären Soldaten machen, um Potenza zu erobern.

### Potenza
Mit der Unterstützung von Borjes und Ninco Nanco, Giuseppe Caruso, Caporal Teodoro, Giovanni "Coppa" Fortunato und deren Banden marschierten sie über Calciano rechts des Basento und Garaguso auf Salandra, das sie den Nationalgarden entrissen.
Der Unterpräfekt von Matera schickte nun 1200 Mann reguläre Truppen gegen sie. In der Schlacht von Stigliano gewannen trotzdem seine Männer dank seiner rechten Hand Ninco Nanco, der mit nur 100 Mann den Gegner in die Flucht schlug, wobei deren Anführer getötet wurde.
Nach dem Verrat eines Waffentransports und auf der Flucht vor Verstärkungen des Gegners in der Nähe von Potenza beschloss Crocco den Rückzug in den Wald von Monticchio. Hier kam es zum Bruch mit Borjes, der nach Rom zurückging.

### Verrat durch Caruso

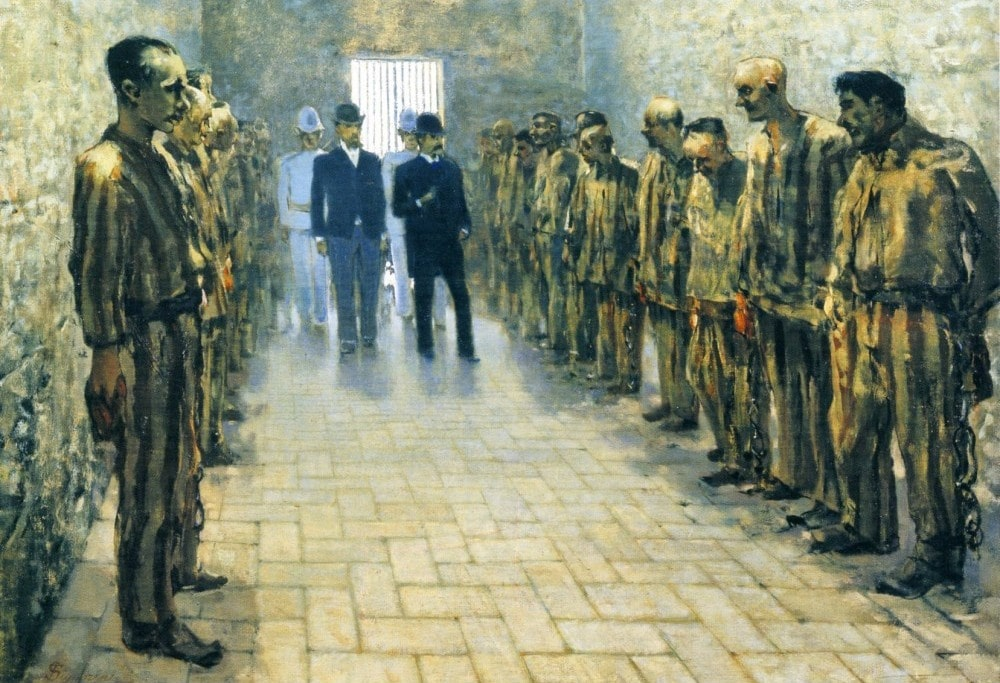
Crocco (Erster von rechts) im Gefängnis in Portoferraio

Von da an musste er seine Truppen durch Erpressung von Reichen durch Drohung mit Tod und Verbrennen von deren Besitz erhalten. 1863 massakrierten sie eine Gruppe von Kavallerie unter Hauptmann Bianchi, wurden aber von weiteren verfolgt.
200 Mann seiner Truppen wurden kurz darauf gefangen, erschossen und verbrannt. Caporal Teodoro, Tortora und Ninco Nanco bereiteten darauf die Rache vor und überfielen einen Trupp bei Venosa. Dessen Leutnant wurde geköpft und der Kopf auf eine Stange mit dem Schriftzug „Rache für Rapolla“ gesteckt.
Giuseppe Caruso, nach einem Ungehorsam bestraft, schwor Rache und verriet von da an viele Briganten an die Piemontesen.
Hierdurch musste sich Crocco nach Ofanto zurückziehen. Ohne Fluchtmöglichkeit lebten sie im Wald, zu einer erwarteten Amnestie kam es nicht. Schließlich zog sich Crocco in den Kirchenstaat zurück und wollte den Papst treffen, der die Bourbonen unterstützt hatte. Dieser ließ ihn aber festnehmen und in Rom inhaftieren. Anschließend wurde er nach Potenza verlegt. Angeklagt für 62 Morde, 13 versuchte Morde und weitere Taten wurde er 1872 zum Tod verurteilt, jedoch zu lebenslanger Arbeit begnadigt.
Im Gefängnis auf Santo Stefano begann er, seine Memoiren zu schreiben, die 1889 unter dem Titel „Wie ich Brigant wurde“ (Come divenni brigante) erschienen. Er starb 1905 im Gefängnis von Portoferraio auf Elba.

## Nachleben
Als Gestalt tauchte Crocco in diversen Schauspielen, Filmen und Büchern auf. 1999 verfilmte Pasquale Squitieri die Geschichte der Briganten mit Enrico Lo Verso als Crocco in der Hauptrolle unter dem Titel Li chiamarono… briganti! (Internationaler Verleihtitel: „Brigands“). Zuletzt erschien 2008 die Filmdokumentation Carmine Crocco – dei briganti il generale.
Aus Anlass des hundertsten Todesjahrs wurde Mauro Coronas Stück „Die Ballade vom General Crocco“ (La Ballata del generale Crocco) in Croccos Geburtsstadt Rionero auf die Bühne gebracht. Den Anhängern der örtlichen Fußballmannschaft C.S. Vultur Rionero dient die Gestalt als Identifikationsfigur und Maskottchen.